# جو توماس (سياسي)
جو توماس (بالإنجليزية: Joe Thomas)‏ هو نقابي وسياسي أمريكي، ولد في 17 أكتوبر 1948 في فيربانكس في الولايات المتحدة. حزبياً، نشط في الحزب الديمقراطي. وقد انتخب عضو مجلس ولاية ألاسكا.